# Louis Mascart
Louis Albert Napoléon Mascart (Ohain, 25 juni 1811 - 17 december 1888) was een Belgisch volksvertegenwoordiger en burgemeester.

## Levensloop
Louis Mascart was een zoon van de landbouwer en burgemeester van Ohain Antoine Mascart en van Marie Dechamps. Hij bleef vrijgezel, net als zijn broer, volksvertegenwoordiger François Mascart. Zijn oudste broer heette Julien. 
Hij promoveerde tot doctor in de geneeskunde aan de Rijksuniversiteit Leuven. Hij studeerde ook nog aan de Universiteit van Parijs en vestigde zich als huisarts in Ohain. Hij werd lid van de Koninklijke Academie voor Geneeskunde van België.
Van 1861 was hij provincieraadslid van Brabant tot in 1876.
In 1876 werd hij liberaal volksvertegenwoordiger voor het arrondissement Nijvel en vervulde dit mandaat tot in 1884.
Hij volgde zijn broer op als burgemeester van Ohain, maar hij overleed weinige maanden later.

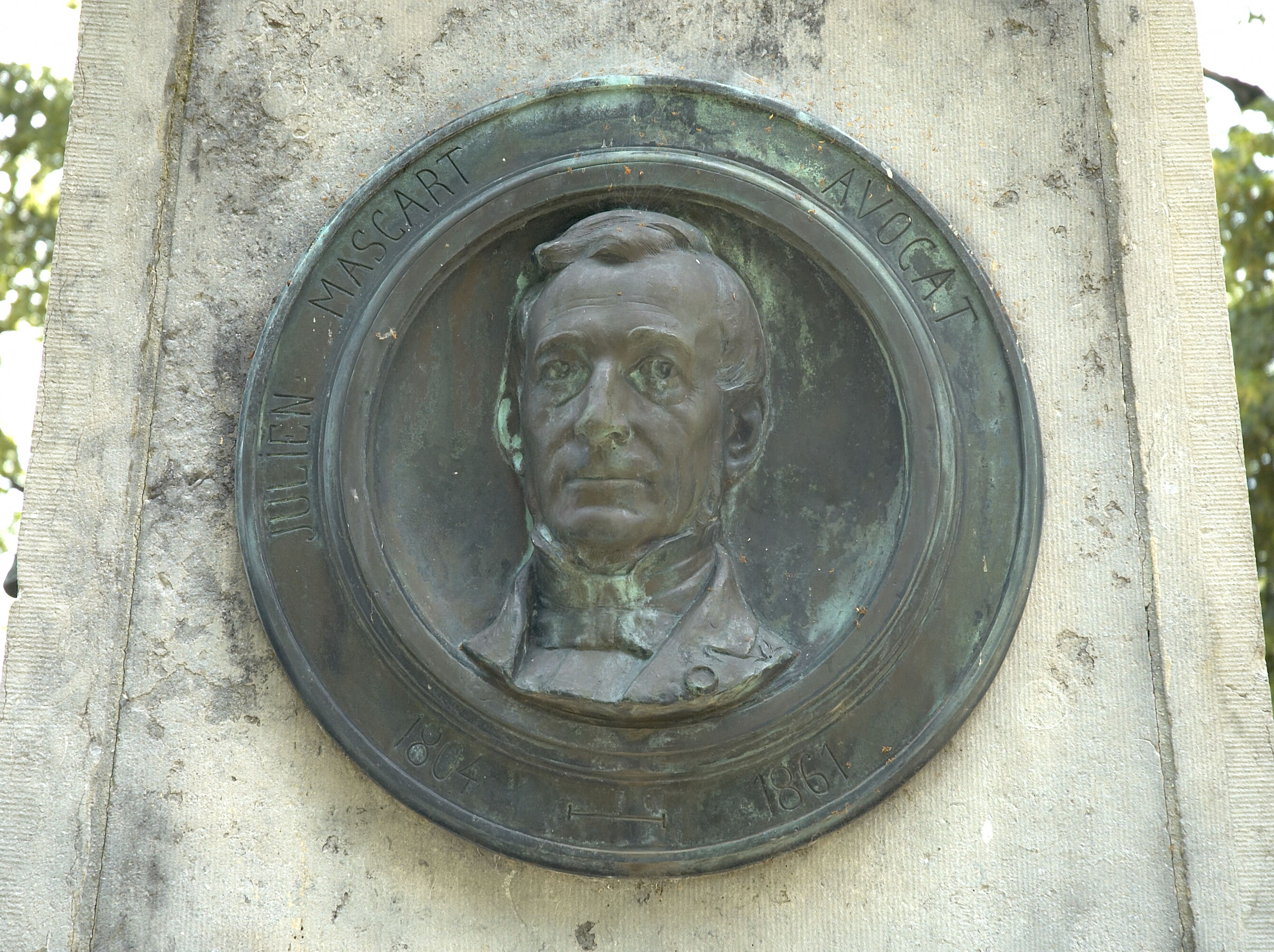
Julien (1804-1861), advocaat
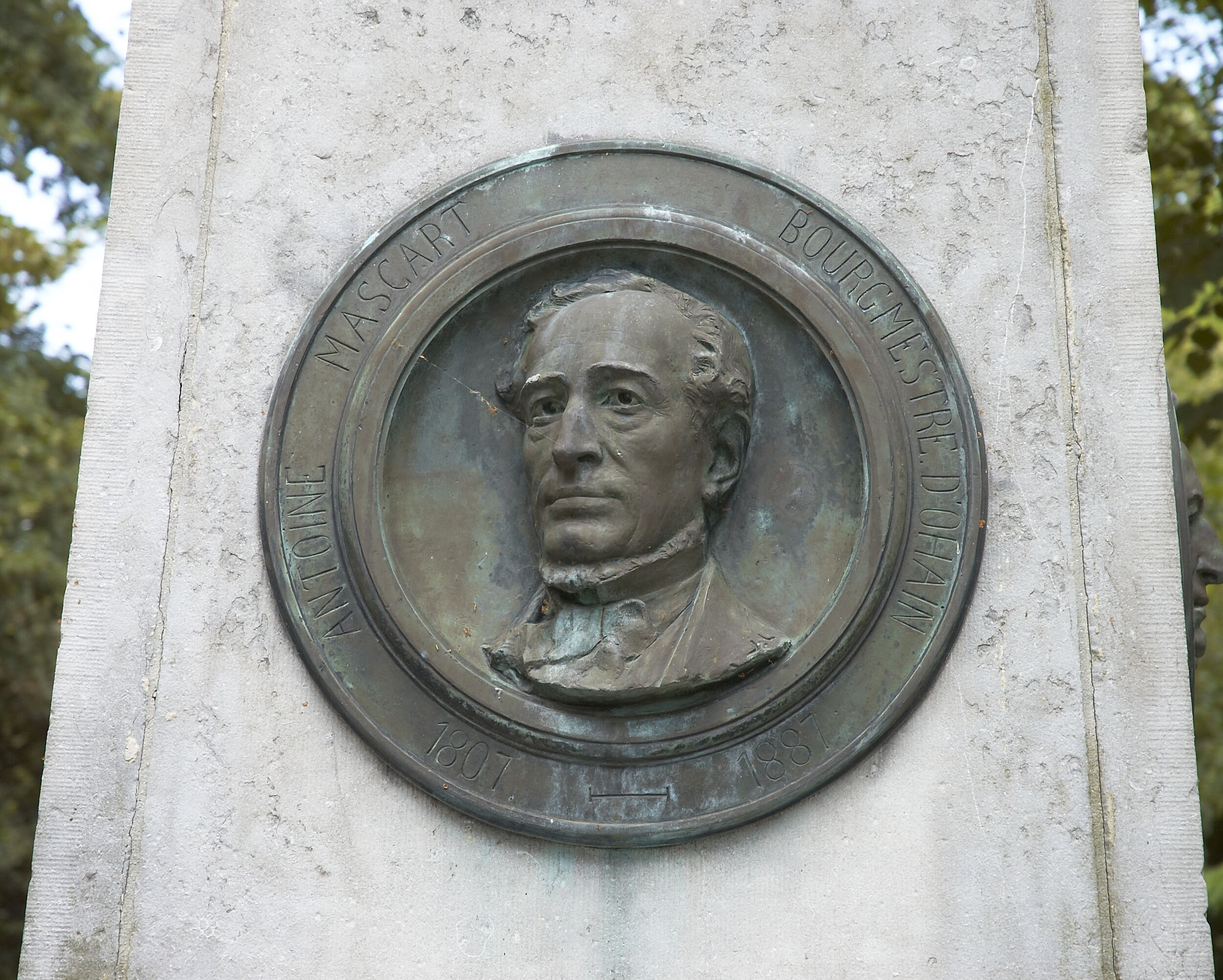
François Antoine (1807-1887), burgemeester van Ohain
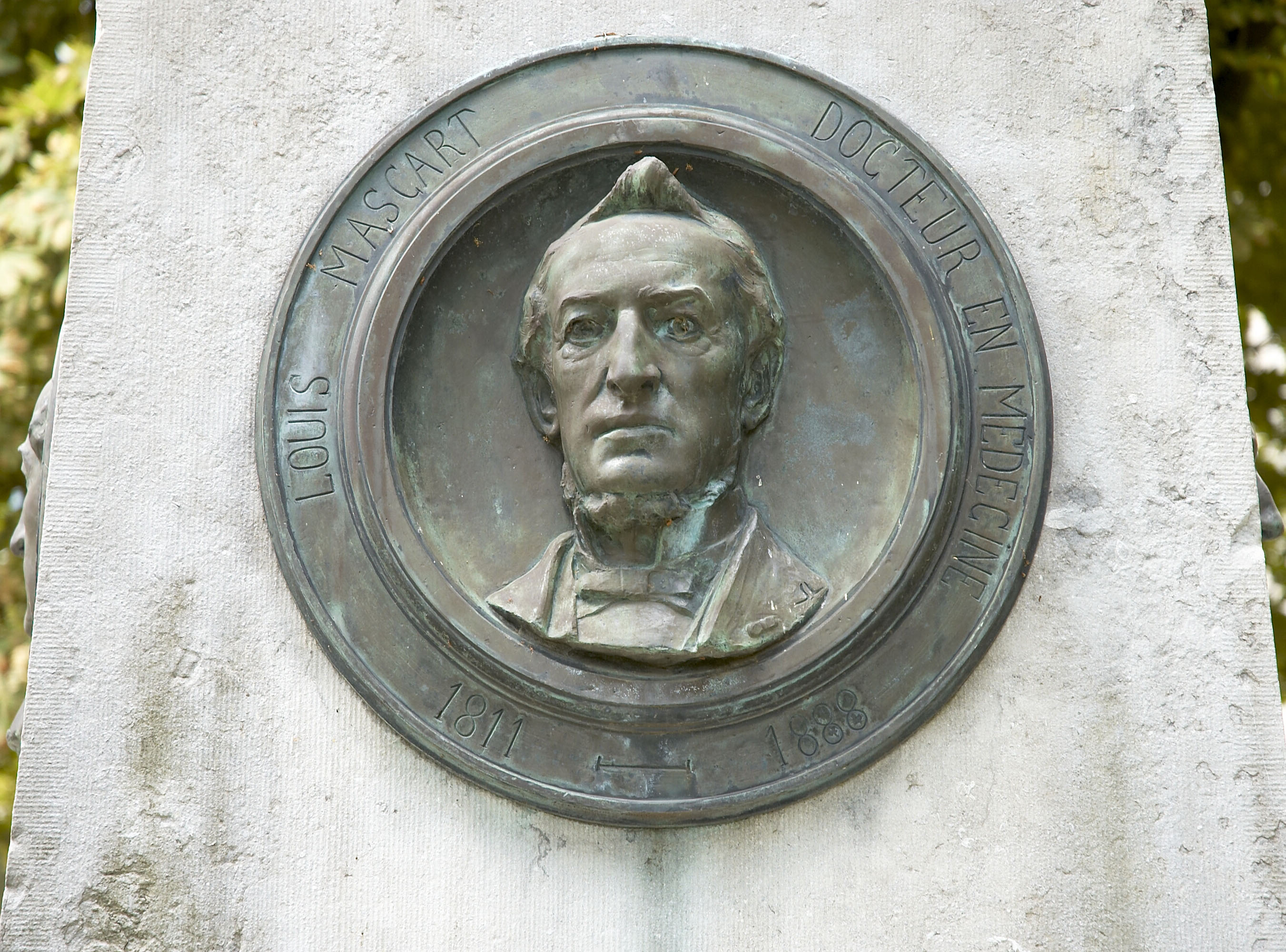
Louis (1811-1888), arts en burgemeester van Ohain